# Campeonato Carioca de Futebol de 1970
O Campeonato Carioca de Futebol de 1970 foi a 72.ª edição do torneio. Nessa edição o Club de Regatas Vasco da Gama, depois de doze anos de jejum, conquista o campeonato carioca, o seu 13° título. Tudo indicava para mais um ano de tristeza e agonia para a torcida cruzmaltina. O Flamengo foi campeão da Taça Guanabara e o Botafogo com todos os seus craques campeões do mundo no México e o Flu de Samarone e os artilheiros Flávio e Mickey que havia conquistado a Taça de Prata (atual Campeonato Brasileiro), eram os favoritos. 
1.229.586 ingressos foram vendidos, queda de cerca de 800.000 ingressos em relação a o ano anterior, o que foi atribuído pela FERJ, ao aumento do preço dos ingressos e do custo de vida em geral, média de 13.081 torcedores pagantes por jogo.

## Classificação

### 1º turno
Apenas os oito primeiros colocados estão classificados para disputar o 2º turno.
| Classificação | Classificação | Classificação | Classificação | Classificação | Classificação | Classificação | Classificação | Classificação | Classificação |
| Pos           | Time          | PG            | J             | V             | E             | D             | GP            | GS            | SG            |
| ------------- | ------------- | ------------- | ------------- | ------------- | ------------- | ------------- | ------------- | ------------- | ------------- |
| 1             | Fluminense    | 18            | 11            | 8             | 2             | 1             | 25            | 8             | +17           |
| 2             | America       | 17            | 11            | 8             | 1             | 2             | 27            | 13            | +14           |
| 3             | Vasco da Gama | 17            | 11            | 7             | 3             | 1             | 15            | 8             | +7            |
| 4             | Botafogo      | 15            | 11            | 6             | 3             | 2             | 19            | 8             | +11           |
| 5             | Flamengo      | 14            | 11            | 6             | 2             | 3             | 15            | 8             | +7            |
| 6             | Olaria        | 13            | 11            | 4             | 5             | 2             | 11            | 8             | +3            |
| 7             | Madureira     | 8             | 11            | 2             | 4             | 5             | 9             | 17            | -8            |
| 8             | Campo Grande  | 8             | 11            | 1             | 6             | 4             | 10            | 20            | -20           |
| 9             | Bangu         | 7             | 11            | 2             | 3             | 6             | 14            | 20            | -6            |
| 10            | São Cristóvão | 7             | 11            | 1             | 5             | 5             | 5             | 14            | -9            |
| 11            | Bonsucesso    | 6             | 11            | 1             | 4             | 6             | 8             | 17            | -9            |
| 12            | Portuguesa    | 2             | 11            | 0             | 2             | 9             | 6             | 23            | -17           |

### 2º turno
| Classificação | Classificação | Classificação | Classificação | Classificação | Classificação | Classificação | Classificação | Classificação | Classificação |
| Pos           | Time          | PG            | J             | V             | E             | D             | GP            | GS            | SG            |
| ------------- | ------------- | ------------- | ------------- | ------------- | ------------- | ------------- | ------------- | ------------- | ------------- |
| 1             | Vasco da Gama | 12            | 7             | 6             | 0             | 1             | 15            | 6             | +9            |
| 2             | Fluminense    | 10            | 7             | 4             | 2             | 1             | 12            | 4             | +8            |
| 3             | Botafogo      | 9             | 7             | 4             | 1             | 2             | 10            | 5             | +5            |
| 4             | America       | 7             | 7             | 2             | 3             | 2             | 10            | 8             | +2            |
| 5             | Flamengo      | 7             | 7             | 3             | 1             | 3             | 11            | 9             | +2            |
| 6             | Olaria        | 6             | 7             | 2             | 2             | 3             | 8             | 12            | -4            |
| 7             | Madureira     | 3             | 7             | 1             | 1             | 5             | 4             | 13            | -9            |
| 8             | Campo Grande  | 2             | 7             | 1             | 0             | 6             | 4             | 21            | -17           |

### Classificação final
| Classificação | Classificação | Classificação | Classificação | Classificação | Classificação | Classificação | Classificação | Classificação | Classificação |
| Pos           | Time          | PG            | J             | V             | E             | D             | GP            | GS            | SG            |
| ------------- | ------------- | ------------- | ------------- | ------------- | ------------- | ------------- | ------------- | ------------- | ------------- |
| 1             | Vasco da Gama | 29            | 18            | 13            | 3             | 2             | 30            | 14            | +16           |
| 2             | Fluminense    | 28            | 18            | 12            | 4             | 2             | 37            | 12            | +25           |
| 3             | Botafogo      | 24            | 18            | 10            | 4             | 4             | 29            | 13            | +16           |
| 4             | America       | 24            | 18            | 10            | 4             | 4             | 37            | 21            | +16           |
| 5             | Flamengo      | 21            | 18            | 9             | 3             | 6             | 26            | 17            | +9            |
| 6             | Olaria        | 19            | 18            | 6             | 7             | 5             | 19            | 20            | -1            |
| 7             | Madureira     | 11            | 18            | 3             | 5             | 10            | 13            | 30            | -17           |
| 8             | Campo Grande  | 10            | 18            | 2             | 6             | 10            | 14            | 41            | -37           |
| 9             | Bangu         | 7             | 11            | 2             | 3             | 6             | 14            | 20            | -6            |
| 10            | São Cristóvão | 7             | 11            | 1             | 5             | 5             | 5             | 14            | -9            |
| 11            | Bonsucesso    | 6             | 11            | 1             | 4             | 6             | 8             | 17            | -9            |
| 12            | Portuguesa    | 2             | 11            | 0             | 2             | 9             | 6             | 23            | -17           |

## O jogo do título[2]
| 17 de setembro | Botafogo    | 1 – 2     | Vasco                         | Estádio do Maracanã                                             |
|                | Ferreti 84' | Relatório | Gilson Nunes 32' · Moisés 58' | Público: 59 710 Renda: Cr$254.512,50 Árbitro: José Aldo Pereira |

Botafogo: Ubirajara; Moreira, Moisés, Leônidas e Valtencir (Botinha); Nei e Careca; Zequinha, Nilson (Ferreti), Jairzinho e Paulo César. Técnico: Zagallo
Vasco da Gama: Élcio; Fidélis, Moacir, Renê e Eberval; Alcir e Buglê; Luís Carlos (Ademir), Valfrido, Silva e Gilson Nunes. Técnico: Tim

## Premiação
| Campeonato Carioca de 1970          |
| Guanabara                           |
| ----------------------------------- |
| VASCO DA GAMA Campeão (13.º título) |